# Jovellanos
Jovellanos is een gemeente in de Cubaanse provincie Matanzas. De gemeente heeft een oppervlakte van 500 km² en telt 58.000 inwoners (2015).